# Manchester Monarchs (ECHL)
Manchester Monarchs byl profesionální americký klub ledního hokeje, který sídlil v Manchesteru ve státě New Hampshire. Do ECHL vstoupil v ročníku 2015/16 a hrál v Severní divizi v rámci Východní konference. Své domácí zápasy odehrával v hale SNHU Arena s kapacitou 9 852 diváků. Klubové barvy byly černá a stříbrná. Klub působil jako druhý záložní tým klubu NHL Los Angeles Kings.
V lednu 2015 bylo oznámeno, že licence na AHL bude od ročníku 2015/16 postoupena klubu Ontario Reign. Opačným směrem putoval právě Manchester Monarchs, který od sezony 2015/16 nastupoval v lize ECHL. První hlavním trenérem se stal Richard Seeley. V ECHL klub odehrál celkem čtyři ročníky. Po neúspěšné snaze klub prodat kvůli klesající návštěvnosti v květnu 2019 ukončil svou činnost. Jejich Největším úspěchem v ECHL bylo semifinále Kelly Cupu v roce 2017.

## Umístění v jednotlivých sezonách
Stručný přehled
Zdroj: 
- 2015–2016: East Coast Hockey League (Východní divize)
- 2016–2019: East Coast Hockey League (Severní divize)

Jednotlivé ročníky
Zdroj: 
Legenda: Z - zápasy, V - výhry, VP - výhry v prodloužení, R - remízy, P - porážky, PP - porážky v prodloužení, VG - vstřelené góly, OG - obdržené góly, +/- - rozdíl skóre, B - body, fialové podbarvení - reorganizace, změna skupiny či soutěže
| USA / Kanada (2015–2019) |                        |        |    |    |    |   |    |    |     |     |     |    |        |             |
| Sezóny                   | Liga                   | Úroveň | Z  | V  | VP | R | PP | P  | VG  | OG  | +/- | B  | Pozice | Play-off    |
| 2015/16                  | ECHL (Východní divize) | 3      | 72 | 39 | –  | – | 9  | 24 | 222 | 213 | +9  | 87 | 1.     | Osmifinále  |
| 2016/17                  | ECHL (Severní divize)  | 3      | 72 | 37 | –  | – | 11 | 24 | 264 | 252 | +12 | 85 | 4.     | Semifinále  |
| 2017/18                  | ECHL (Severní divize)  | 3      | 72 | 41 | –  | – | 6  | 25 | 257 | 214 | +43 | 88 | 2.     | Čtvrtfinále |
| 2018/19                  | ECHL (Severní divize)  | 3      | 72 | 39 | –  | – | 4  | 29 | 233 | 232 | +1  | 82 | 3.     | Čtvrtfinále |